# Zrkle
Zrkle (macedónul: Зркле) település Észak-Macedóniában, a Délnyugati körzet Makedonszki Brod-i járásában.

## Népesség
| Lakosok száma | 240  | 188  | 276  | 218  | 200  | 114  | 104  | 86   | 72   |
|               | 1948 | 1953 | 1961 | 1971 | 1981 | 1991 | 1994 | 2002 | 2021 |

2002-ben 86 lakosa volt, akik közül 84 macedón és 2 egyéb.